# Ryōhei Kimura
Ryōhei Kimura (木村 良平 Kimura Ryōhei?,  Tokio, Japón, 30 de julio de 1984) es un actor, seiyū y cantante japonés, afiliado a Himawari Theatre Group. Kimura comenzó su carrera como actor infantil bajo la agencia Himawari Theatre Group (que todavía le representa), apareciendo en numerosas películas y obras de teatro. Debutó como seiyū en 1996. Algunos de sus roles más destacados incluyen el de Ryōta Kise en Kuroko no Basket, Kōtarō Bokuto en Haikyū!!, Roche en Neo Angelique ~Abyss~, Akira Takizawa en Higashi no Eden, Shouma Takakura en Mawaru Penguindrum, Kodaka Hasegawa en Boku wa Tomodachi ga Sukunai, Tōji Ato en Tokyo Ravens y Kaitō Yashio en Robotics;Notes.
Su carrera como cantante comenzó en 2012; actualmente forma parte de la unidad musical Trignal junto a Takuya Eguchi y Tsubasa Yonaga. En la sexta edición de los Seiyū Awards, Kimura ganó en la categoría de mejor actor de reparto.

## Filmografía
Los papeles principales están en negrita.

### Anime
| Año  | Título                                       | Papel                                                                   |
| ---- | -------------------------------------------- | ----------------------------------------------------------------------- |
| 1996 | Taiho Shichauzo                              | Shunji                                                                  |
| 1999 | Medabots                                     | Vermut                                                                  |
| 2002 | Full Moon o Sagashite                        | Eichi Sakurai                                                           |
| 2005 | Sugar Sugar Rune                             | Houx                                                                    |
| 2007 | Ōkiku Furikabutte                            | Shintarō Nishihiro                                                      |
| 2007 | Kekkaishi                                    | Kagemiya Sen                                                            |
| 2008 | Natsume Yūjin-Chō                            | Satoru Nishimura                                                        |
| 2008 | Neo Angelique Abyss                          | Roche                                                                   |
| 2008 | Shigofumi: Stories of Last Letter            | Daiki Senkawa                                                           |
| 2009 | Higashi no Eden                              | Akira Takizawa                                                          |
| 2009 | Zoku Natsume Yūjin-Chō                       | Satoru Nishimura                                                        |
| 2010 | Angel Beats!                                 | Hinata Hideki                                                           |
| 2010 | Ōkiku Furikabutte ~Natsu no Taikai-hen~      | Shintarō Nishihiro                                                      |
| 2010 | Heroman                                      | Simon "Psy" Kaina                                                       |
| 2010 | Star Driver: Kagayaki no Takuto              | Ryo Ginta/Camel Star                                                    |
| 2010 | Yu-Gi-Oh! 5D's                               | Brave                                                                   |
| 2011 | Boku wa Tomodachi ga Sukunai                 | Hasegawa Kodaka                                                         |
| 2011 | C: The Money of Soul and Possibility Control | Kakuta                                                                  |
| 2011 | Gosick                                       | Albert de Blois                                                         |
| 2011 | Hanasaku Iroha                               | Hiwatari Yousuke                                                        |
| 2011 | Kamisama Dolls                               | Kuga Aki                                                                |
| 2011 | Kimi to Boku                                 | Asaba Yūki                                                              |
| 2011 | Mawaru Penguindrum                           | Takakura Shōma                                                          |
| 2011 | Natsume Yūjin-Chō San                        | Satoru Nishimura                                                        |
| 2012 | Sankarea                                     | Furuya Chihiro                                                          |
| 2012 | Kuroko no Basket                             | Ryōta Kise                                                              |
| 2012 | Sakamichi no Apollon                         | Kaoru Nishimi                                                           |
| 2012 | Oda Nobuna no Yabō                           | Asakura Yoshikage                                                       |
| 2012 | Magi: The Labyrinth of Magic                 | Judal                                                                   |
| 2012 | Kimi to Boku 2                               | Asaba Yūki                                                              |
| 2012 | Natsume Yūjin-Chō Shi                        | Satoru Nishimura                                                        |
| 2012 | Kamisama Hajimemashita                       | Kotarō Urashima                                                         |
| 2012 | Robotics;Notes                               | Kaito Yashio                                                            |
| 2012 | Sakamichi no Apollon                         | Kaoru Nishimi                                                           |
| 2013 | Blood Lad                                    | Braz D. Blood                                                           |
| 2013 | Boku wa Tomodachi ga Sukunai NEXT!           | Hasegawa Kodaka                                                         |
| 2013 | Kakumeiki Valvrave                           | L-elf Karlstein                                                         |
| 2013 | Arata Kangatari                              | Masato Kadowaki                                                         |
| 2013 | Red Data Girl                                | Masumi Sōda                                                             |
| 2013 | Magi: The Kingdom of Magic                   | Judal                                                                   |
| 2013 | Kuroko no Basket 2                           | Ryōta Kise                                                              |
| 2013 | Silver Spoon                                 | Yūgo Hachiken                                                           |
| 2013 | Meganebu!                                    | Hayato Kimata                                                           |
| 2013 | Tokyo Ravens                                 | Ato Tōji                                                                |
| 2014 | Silver Spoon S2                              | Yūgo Hachiken                                                           |
| 2014 | Gekkan Shōjo Nozaki-kun                      | Hirotaka Wakamatsu                                                      |
| 2014 | Mahōka Kōkō no Rettōsei                      | Gyobu Hattori                                                           |
| 2014 | Akame ga Kill!                               | Syura                                                                   |
| 2014 | Love Stage!!                                 | Takahiro Kuroi                                                          |
| 2014 | Psycho-Pass 2                                | Kirito Kamui                                                            |
| 2014 | Tales of Zestiria ~Doushi no yoake~          | Sorey                                                                   |
| 2014 | Kuroshitsuji: Book of Circus                 | Charles Gray                                                            |
| 2014 | Nanatsu no Taizai                            | Howser                                                                  |
| 2015 | Kuroko no Basket 3                           | Ryōta Kise                                                              |
| 2015 | Uta no Prince-sama: Maji Love Revolution     | Yamato Hyūga                                                            |
| 2015 | Kyōkai no Rinne                              | Tsubasa Jūmonji                                                         |
| 2015 | Joukamachi no Dandelion                      | Shū Sakurada                                                            |
| 2015 | Aoharu × Kikanjū                             | Takatora Fujimoto                                                       |
| 2015 | Charlotte                                    | Arifumi Fukuyama                                                        |
| 2015 | Chaos Dragon                                 | Sol                                                                     |
| 2015 | Tokyo Ghoul √A                               | Taishi Fura                                                             |
| 2015 | Haikyū!!                                     | Kōtarō Bokuto                                                           |
| 2015 | Diabolik Lovers: More Blood                  | Kou Mukami                                                              |
| 2016 | Kuromukuro                                   | Tom Borden                                                              |
| 2016 | Joker Game                                   | Kaminaga                                                                |
| 2016 | Prince of Stride: Alternative                | Yagami Riku                                                             |
| 2016 | Servamp                                      | Lawless/Hyde                                                            |
| 2016 | Shōwa Genroku Rakugo Shinjū                  | Pu-uta                                                                  |
| 2016 | Tsukiuta. The Animation                      | Shimotsuki Shun                                                         |
| 2016 | Touken Ranbu: Hanamaru                       | Izuminokami Kanesada                                                    |
| 2017 | Boruto: Naruto Next Generations              | Shizuma Hoshigaki                                                       |
| 2017 | Chiruran: Nibun no Ichi                      | Saitō Hajime                                                            |
| 2017 | Itsudatte Bokura no Koi wa 10 cm Datta.      | Chiaki Serizawa                                                         |
| 2017 | Katsugeki/Touken Ranbu                       | Izuminokami Kanesada                                                    |
| 2017 | Kyōkai no Rinne 3                            | Tsubasa Jūmonji                                                         |
| 2018 | Dame×Prince                                  | Mare Selen el Phiriazar                                                 |
| 2018 | Nanatsu no Taizai: Imashime no Fukkatsu      | Howzer                                                                  |
| 2018 | Devils' Line                                 | Hans Lee                                                                |
| 2018 | Junji Ito Collection                         | Yuji, Hiroshi Sakaguchi, Yoshiyuki, Kiyoshi Kitagawa, Yasumin, Yamamoto |
| 2018 | Nil Admirari no Tenbin: Teito Genwaku Kitan  | Shōgo Ukai                                                              |
| 2018 | Tokyo Ghoul:re                               | Taishi Fura                                                             |
| 2018 | Touken Ranbu: Hanamaru 2                     | Izuminokami Kanesada                                                    |
| 2018 | Free! - Dive to the Future                   | Hiyori Tono                                                             |
| 2018 | Grand Blue                                   | Kohei Imamura                                                           |
| 2018 | Kyōto Teramachi Sanjō no Holmes              | Akihito Kajiwara                                                        |
| 2018 | Isekai Izakaya "Nobu"                        | Jean-Francois Mount de Lavigni                                          |
| 2018 | Zombie Land Saga                             | Inubashi                                                                |
| 2019 | Ultraman                                     | Shinjiro Hayata                                                         |
| 2019 | Kimetsu no Yaiba                             | Numa Oni / Swamp Demon                                                  |
| 2019 | Mairimashita! Iruma-kun                      | Alice Asmodeus                                                          |
| 2019 | Daiya no Ace Act II                          | Amahisa Kōsei                                                           |
| 2020 | A Destructive God Sits Next to Me            | Utsugi Tsukimiya                                                        |
| 2020 | Dorohedoro                                   | Johnson                                                                 |
| 2020 | Haikyū!!: To the top                         | Kōtarō Bokuto                                                           |
| 2020 | Yashahime: Princess Half-Demon               | Kohaku                                                                  |
| 2021 | Koi to Yobu ni wa Kimochi Warui              | Masuda                                                                  |
| 2021 | Odd Taxi                                     | Gōriki                                                                  |
| 2021 | Uramichi Oniisan                             | Hanbee Kikaku                                                           |
| 2022 | Tate no Yūsha no Nariagari Season 2          | Kyo Ethnina                                                             |
| 2023 | Jigokuraku                                   | Aza Chōbe                                                               |

### OVA
- Kono Danshi, Uchū-jin to Tatakaemasu como Kakashi.
- Boku wa Tomodachi ga Sukunai como Hasegawa Kodaka.
- Hybrid Child como Ichi Seya
- Tokyo Ghoul: JACK como Taishi Fura
- Boku no Hero Academia: Training of the Dead como Romero Fujimi[5]
- Haikyū!!: Land vs Sky como Bokuto Koutarou.

### Películas
- Eden of the East: The King of Eden como Takizawa Akira.
- Eden of The East the Movie II: Paradise Lost como Takizawa Akira.
- Inazuma Eleven GO vs. Danball Senki W como Asta.
- Kuroko no Basket: Last Game como Ryōta Kise.
- Cencoroll como Shū.
- El tiempo contigo como Kimura
- Odd Taxi: In the Woods como Gōriki

### Videojuegos
- Touken Ranbu como Izuminokami Kanesada
- Elsword como Edward Grenore (Add)
- Diabolik Lovers como Kou Mukami
- Tales of Zestiria como Sorey
- Tokyo Mirage Sessions#FE como Itsuki Aoi
- Collar x Malice como Kageyuki Shiraishi
- Danganronpa V3: Killing Harmony como Kaito Momota
- Diabolik Lovers More Blood como Kou Mukami
- Saint Seiya Awakening como Jabu de Unicornio
- Captain Tsubasa Dream Team como Stefan Levin
- Genshin Impact como Tartaglia "Childe"
- Ikemen Vampire como Arthur Conan Doyle
- Lord of Heroes como Joshua
- Fate Grand Order como Charlemagne

### CD dramas
- Diabolik Lovers como Kou Mukami
- Kaettekita! 2-nen D-gumi Sakuma-sensei como Kaminaga
- Soreike! 2-nen D-gumi Sakuma-sensei como Kaminaga

### Doblaje
- Bumblebee como Bumblebee
- The 100 como Jasper Jordan
- Toy Story como Niño del comercial de Buzz Lightyear
- Jumanji: Welcome to the Jungle como Spencer Gilpin
- The Flash como Pied Piper
- Percy Jackson & the Olympians 2: The Sea of Monsters como Tyson
- Películas de Las crónicas de Narnia como Peter Pevensie
- Kim Possible como Wade Load